# Parc du Cinquantenaire
Pour les articles homonymes, voir Cinquantenaire.
Le parc du Cinquantenaire (en néerlandais : Jubelpark) est un parc de Bruxelles, en Belgique. Il est aménagé autour d'un arc monumental à trois arches appelées les arcades du Cinquantenaire.
Plusieurs musées l'entourent : le Musée royal de l'armée, Autoworld, et les Musées royaux d'art et d'histoire.
L'esplanade qui s'étend devant le palais du Cinquantenaire sert régulièrement à l'organisation d'événements de toutes sortes : départ et arrivée des 20 km de Bruxelles, fête de l'environnement, fête du vélo, concerts, festivals, manifestations, drive-in movie (cinéma de plein air) ou encore l'ouverture de l'année académique de l'École royale militaire .
Le parc est divisé en deux parties par une trémie routière, un tronçon en surface de 440 mètres de long de la route à deux voies N3.

## Historique de la création du parc

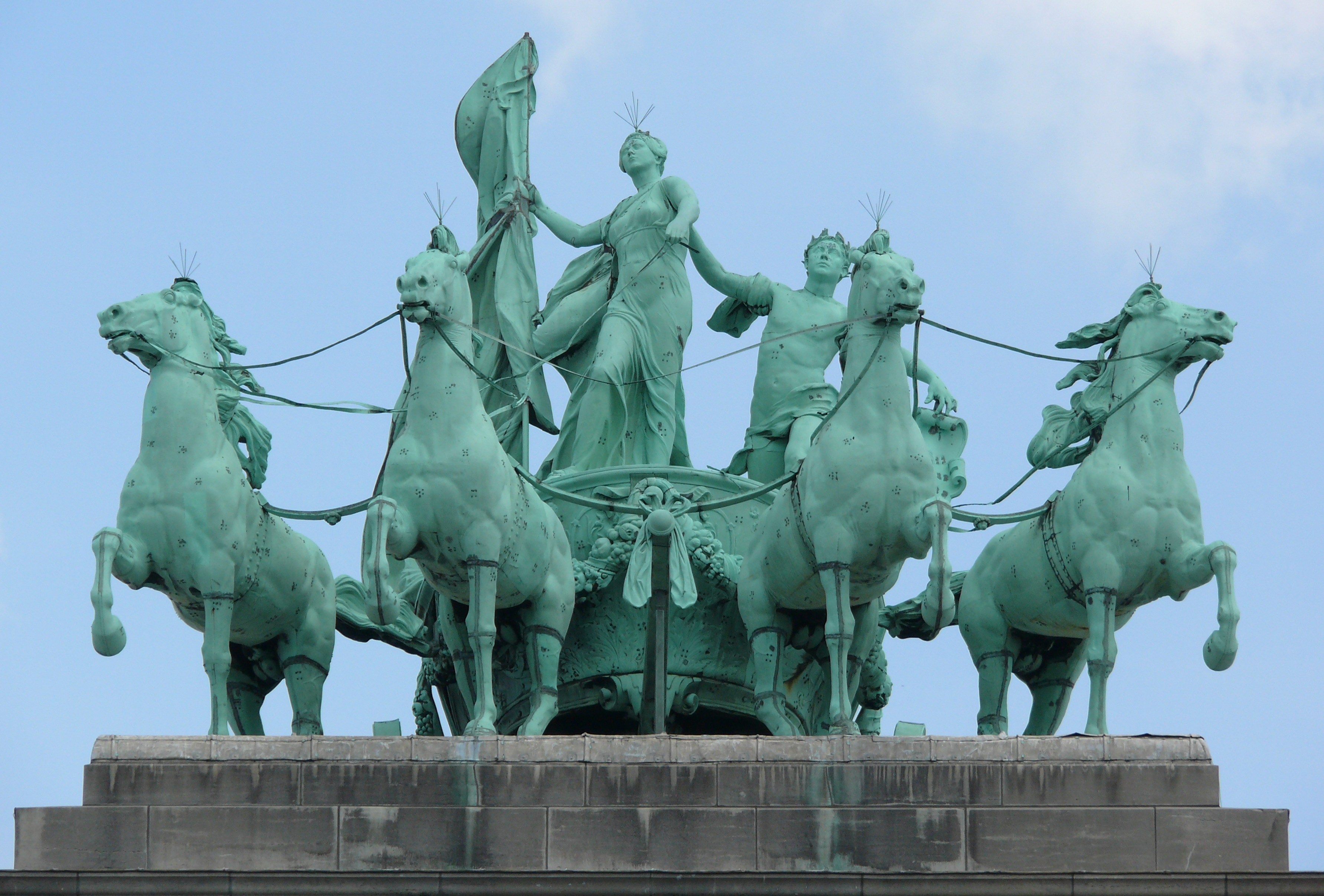
Quadrige « Le Brabant élevant le drapeau national ».

À la fin du XIXe siècle, la Belgique nouvellement indépendante est en plein essor économique et industriel. Le roi Léopold II, rejoint par la bourgeoisie dirigeante, a la volonté de doter Bruxelles d'infrastructures, de parcs et de monuments prestigieux dignes d'une capitale. À l'approche du cinquantième anniversaire de la révolution de 1830 qui a entraîné l’indépendance de la Belgique, le choix d'un terrain pour y organiser les célébrations se porte sur le champ de manœuvres de la garnison de Bruxelles situé sur le territoire de la Commune d'Etterbeek dans l'axe de la rue de la Loi qui prend sa source dans le quartier historique de Bruxelles.

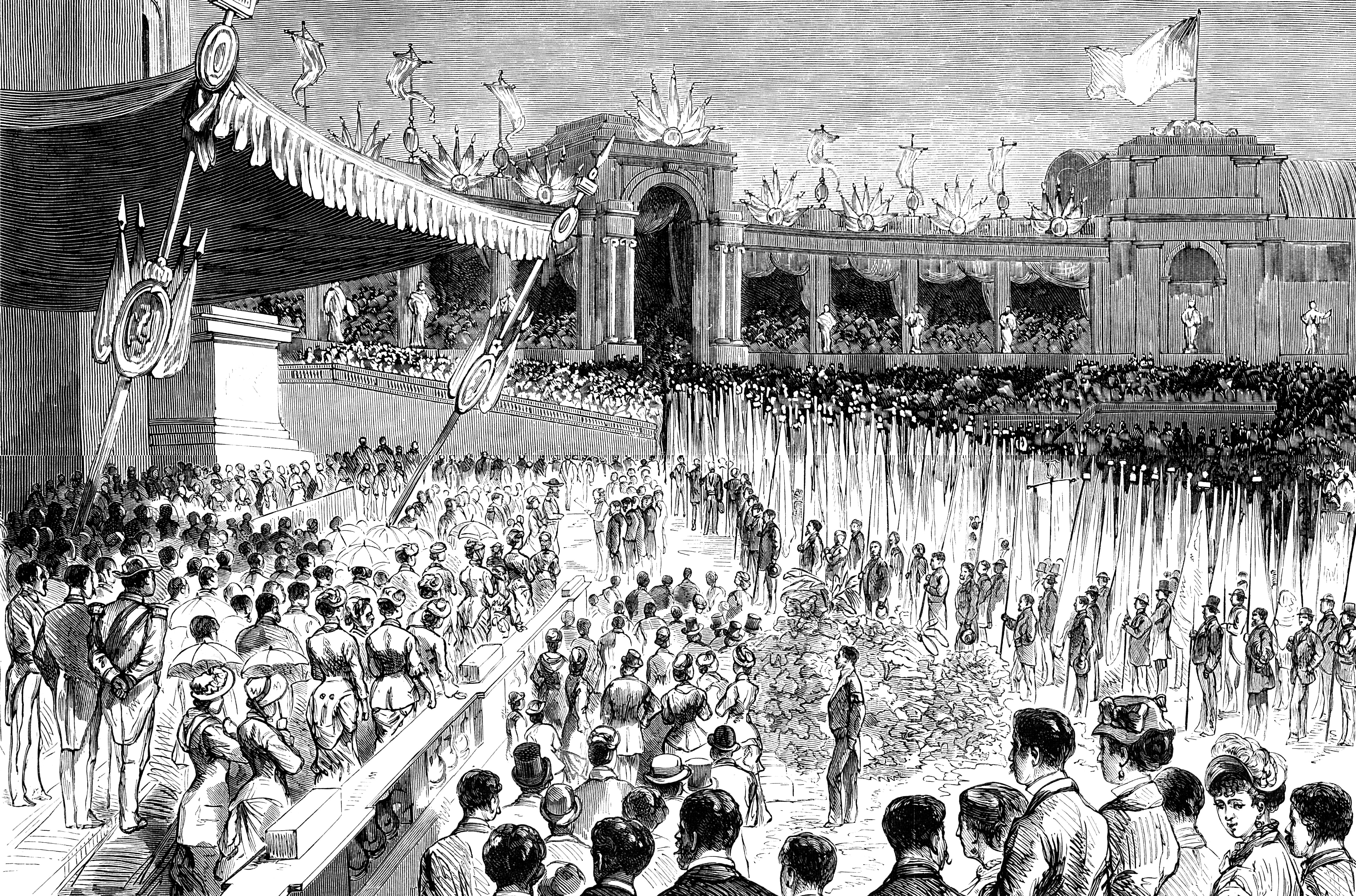
La fête patriotique du cinquantenaire de l'indépendance belge, Parc du Cinquantenaire, le 16 août 1880.

Annexé à la ville de Bruxelles, l'endroit est aménagé pour le jubilé du cinquantenaire de l'indépendance belge en 1880. On y organise les festivités ainsi qu'une exposition nationale des produits de l'art et de l'industrie belges.
Une deuxième exposition et un Grand Concours International des Sciences et de l'Industrie sont organisés en 1888. À cette occasion, l'architecte Gédéon Bordiau, conçoit le projet de concentrer en un seul lieu « tout le savoir de la nation » dans un palais du Cinquantenaire. Il construit deux bâtiments reliés entre eux par des colonnades semi-circulaires avec au centre une arcade provisoire à arc unique. L'ensemble est orienté sur un axe, faisant face à la perspective du centre de la ville, et à l'arrière duquel débute l'avenue de Tervueren, longue d'une dizaine de kilomètres, que le roi fera tracer pour relier la ville au château et domaine royal. Le tracé du parc est conçu pour accueillir les pavillons des exposants.
Pour l'exposition universelle de 1897, des bâtiments supplémentaires sont ajoutés dont les halles vitrées monumentales placées de part et d'autre d'une vaste cour (esplanade) située derrière l'arcade. Le projet d'y montrer également les collections issues de L'État indépendant du Congo sera abandonné par manque d’espace et elles seront exposées à Tervueren à l'endroit où se trouve aujourd'hui le Musée royal de l'Afrique centrale. Les nombreux visiteurs de l'exposition (un million) se déplaceront d'un site à l'autre.
Après le décès du premier architecte, Charles Girault établit les plans d'une triple arcade qui sera financée par des mécènes et par le roi. Elle sera inaugurée en 1905 à l'occasion du 75e anniversaire de la Belgique. Les trois arcs de même largeur et hauteur forment une sorte d'arc monumental surmonté par un quadrige de bronze imposant représentant le Brabant debout sur un char tiré par quatre chevaux et qui brandit un drapeau. Au pied des colonnes, les huit autres provinces sont représentées. Le parc atteint sa taille actuelle (30 hectares), limitée par l'urbanisation des abords. Il restera un lieu de foires et d'exposition jusqu'au transfert de ces événements dans les années 1930, dans les palais des expositions du quartier du Heysel, au nord de Bruxelles.
En 1946, un incendie ravage une partie de l'aile sud où sont établis les Musées royaux d'art et d'histoire, certaines oeuvres égyptiennes en portent encore les traces, le bâtiment sera reconstruit, mais dans le style plus sobre de l'époque rompant la symétrie de l'ensemble.

## Édifices et monuments du parc

### Édifices
- Les palais du Cinquantenaire

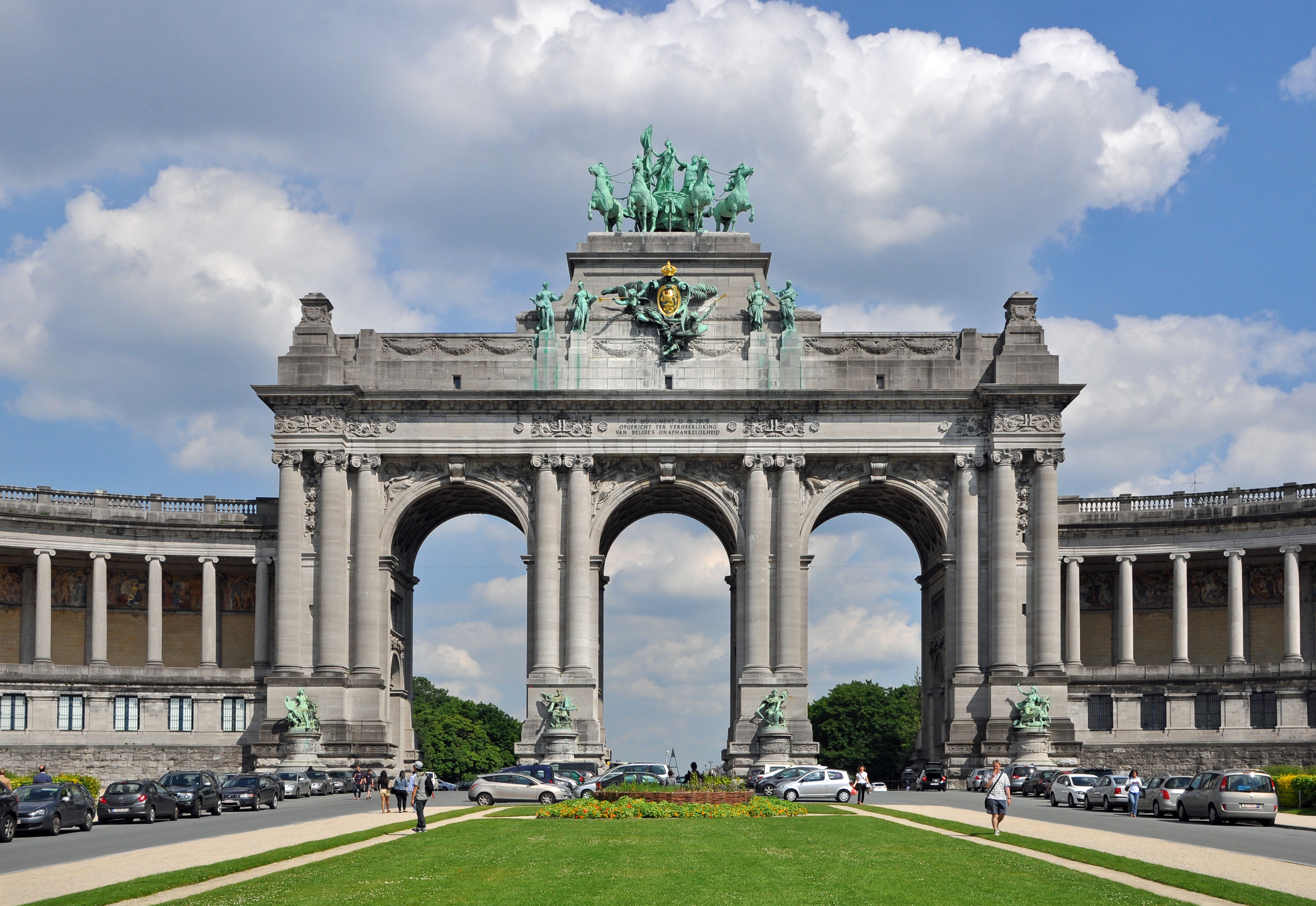
Les arcades.

  - L'aile nord est occupée par le Musée royal de l'armée, qui expose sa collection d'aviation dans la halle nord-est, et sa collection entre-deux-guerres et Seconde Guerre mondiale dans la Halle Bordiau. En 1930, cette aile a été considérée pour l'installation, à l'initiative de Charles Mourlon, du Musée National de l'Electricité. Ce projet n'a pas vu le jour malgré la disponibilité d'une conséquente collection d'artefacts[2].
  - L'aile sud est occupée par les Musées royaux d'art et d'histoire
  - La halle sud-est est occupée par l'Autoworld, musée de l'automobile. Au sous-sol se trouve l'atelier des moulages du Musée Art et Histoire, qui perpétue de manière artisanale les techniques de reproduction d'œuvres anciennes.
  - Les arcades du Cinquantenaire, qui sont gérées par le Musée royal de l'Armée, et leurs terrasses panoramiques sont ouvertes au public.
  - Les pérystiles, deux colonnades qui s'étendent de part et d'autre des arcades, et contiennent un ensemble de mosaïques commémorant la Première Guerre mondiale.
- L'Institut royal du Patrimoine artistique, avenue de la Renaissance

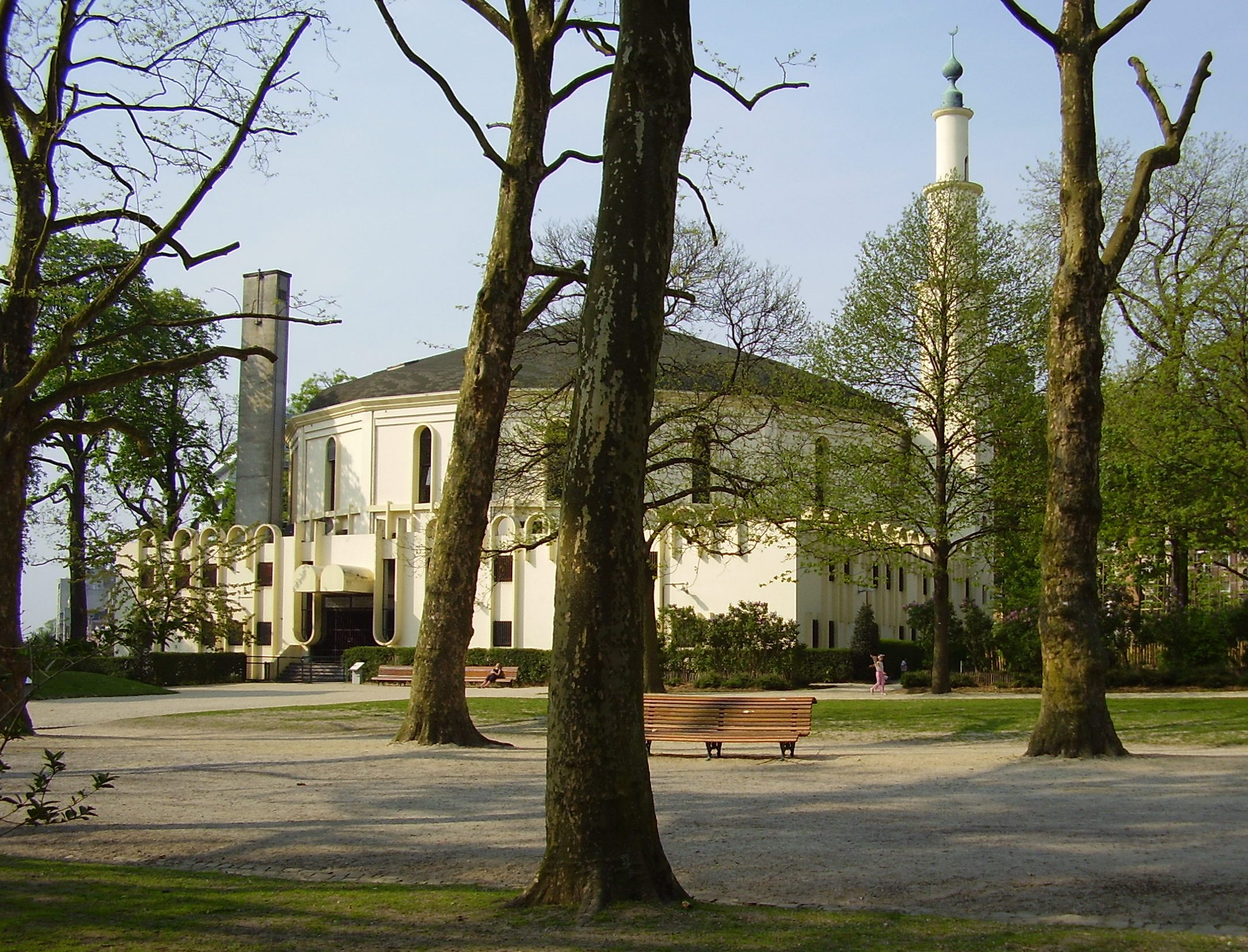
La Grande Mosquée.

- La Grande Mosquée et le Centre islamique, inaugurés en 1978, angle nord-ouest. Le bâtiment d'origine, construit à l'occasion de l'exposition nationale de 1897 par l'architecte Ernest Van Humbeeck dans un style arabisant, abritait une fresque monumentale, le Panorama du Caire. Abandonné ensuite, l'édifice est offert en 1967 par le roi Baudouin au roi Fayçal d'Arabie saoudite qui le fait transformer et restaurer à ses frais par l'architecte tunisien Mongi Boubaker[3].
- Le Pavillon des Passions humaines, l'un des premiers édifices de Victor Horta, construit en 1899 dans un style classique afin d'abriter le bas relief monumental du sculpteur Jef Lambeaux Les Passions humaines 1886, qui évoque les plaisirs et malheurs de l'humanité. Trois jours après l'ouverture l'œuvre, trop osée pour l'époque, qui représente des corps enlacés provoque un véritable scandale moral. L'entrée du pavillon située derrière les colonnes de façade est murée et fermée par une porte métallique et le restera longtemps.

### Monuments

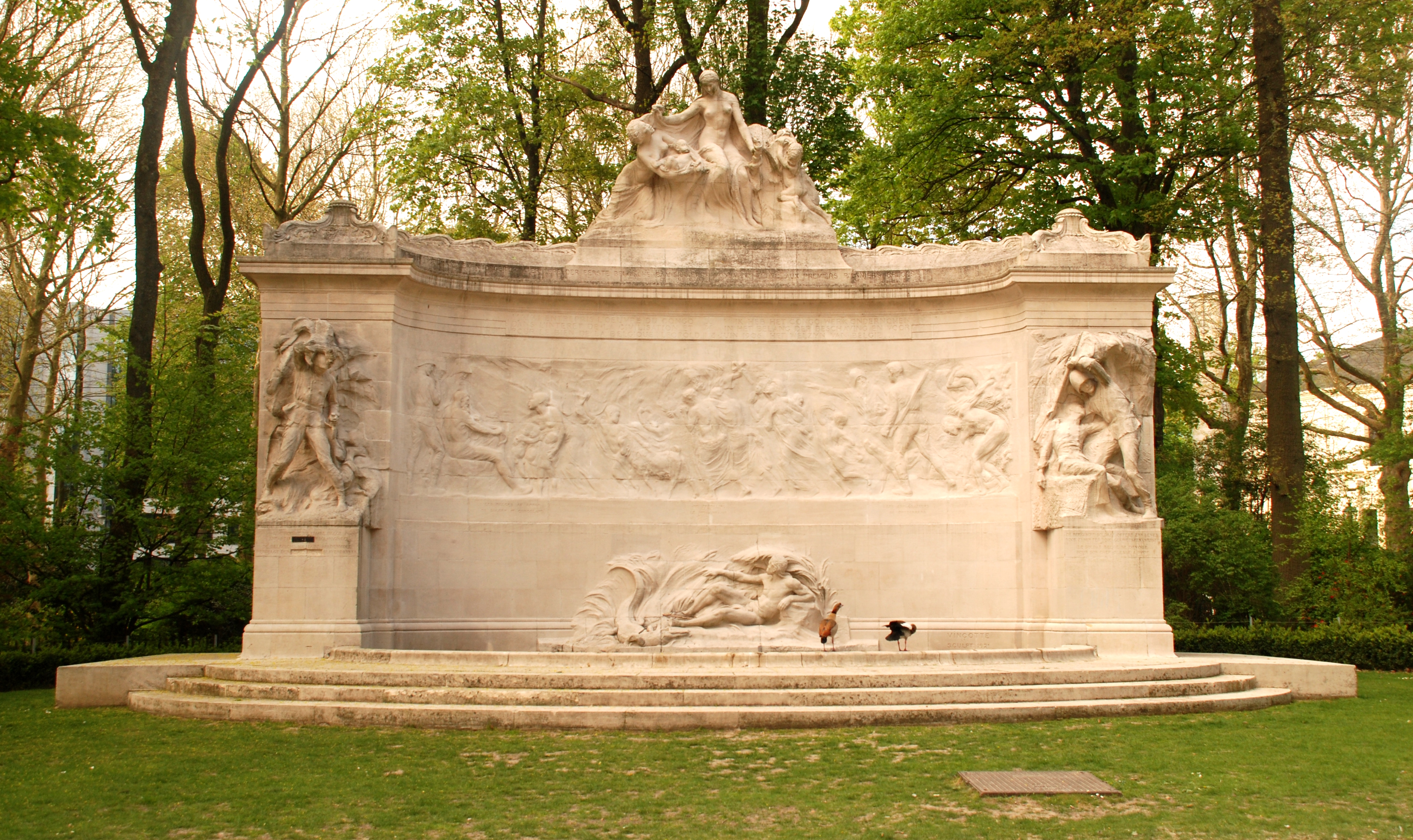
Les pionniers belges au Congo.

- Les pionniers belges au Congo, ce large monument érigé en 1921 par Thomas Vinçotte et destiné à frapper les esprits de l'époque. Un écriteau posé à son côté porte une inscription inspirée par la mentalité paternaliste de l'époque. Il représente plusieurs groupes de personnages : à la base, entouré d'un bassin, un jeune Congolais allongé près d'un crocodile représente la sauvagerie du fleuve. Au-dessus de lui, un large bas relief représente Léopold II lui-même, assis et entouré de soldats accueillant une femme congolaise et ses enfants, des missionnaires et explorateurs. Au-dessus, les deux nations personnifiées par deux jeunes femmes. À gauche, l'« Héroïque soldat belge anéantit l'Arabe esclavagiste », à droite, « Il se dévoue pour son chef blessé » (l'inscription Arabe a été retirée puis réinstallée plusieurs fois de la version française (à la suite de la polémique de la Grande Mosquée de Bruxelles située dans le parc) et l'initiale "A" subsiste dans la version flamande). Une citation du roi datant de 1906 dit : "J'ai entrepris l'œuvre du Congo dans l'intérêt de la civilisation et pour le bien du peuple belge".
- Le monument d'hommage aux aviateurs tombés en service, côté nord-est, avec une sculpture de Claude Rahir, bronze, 2000.

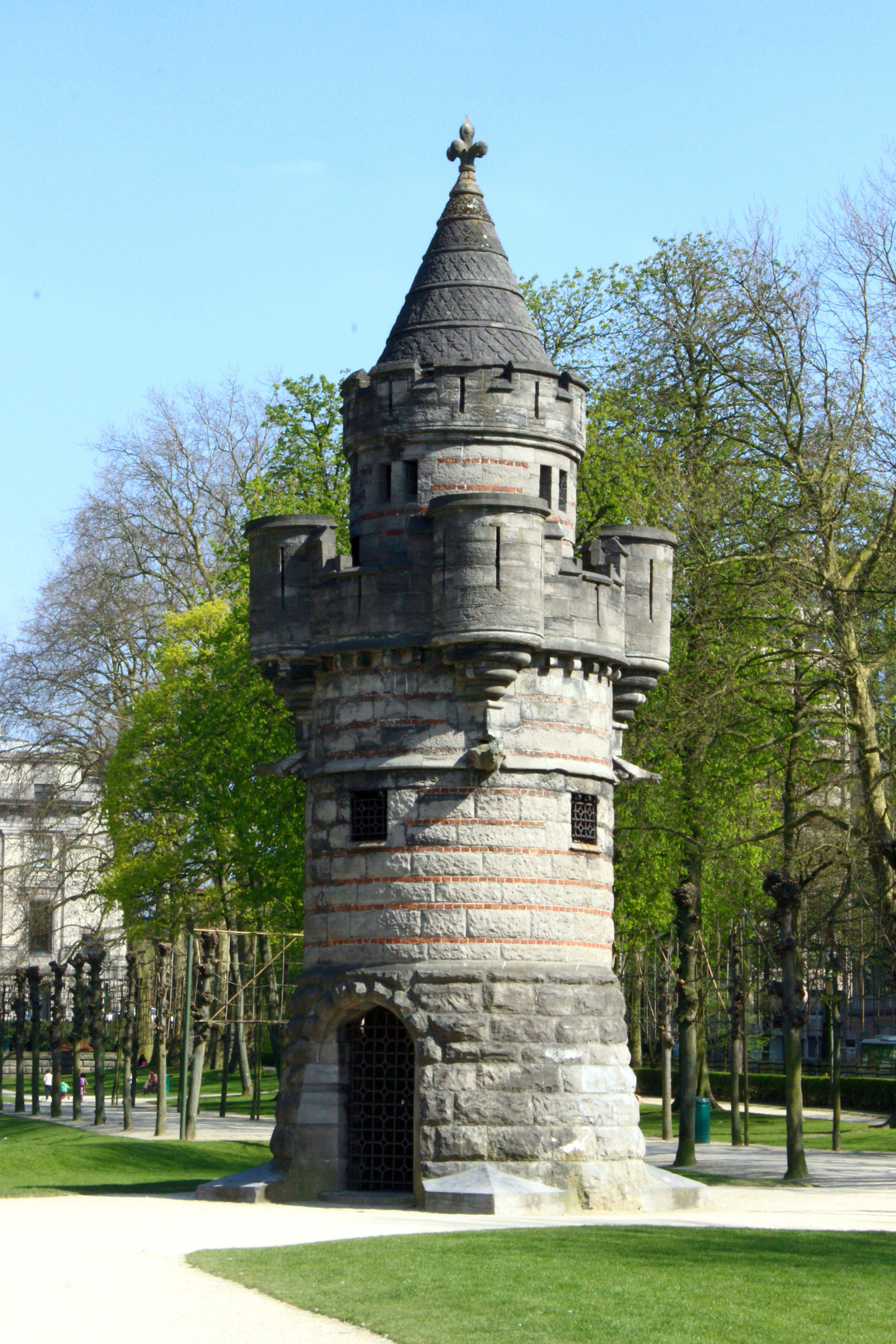
Tour Beyaert.

- La tour de Tournai ou tour Beyaert, curieux édifice conçu par l'architecte Henri Beyaert à l'occasion de l'exposition nationale du Jubilé de 1880 pour célébrer le cinquantenaire de l'indépendance belge. Bâti en 1880 dans un style pseudo-médiéval, il était destiné à démontrer les qualités de la pierre de Tournai.

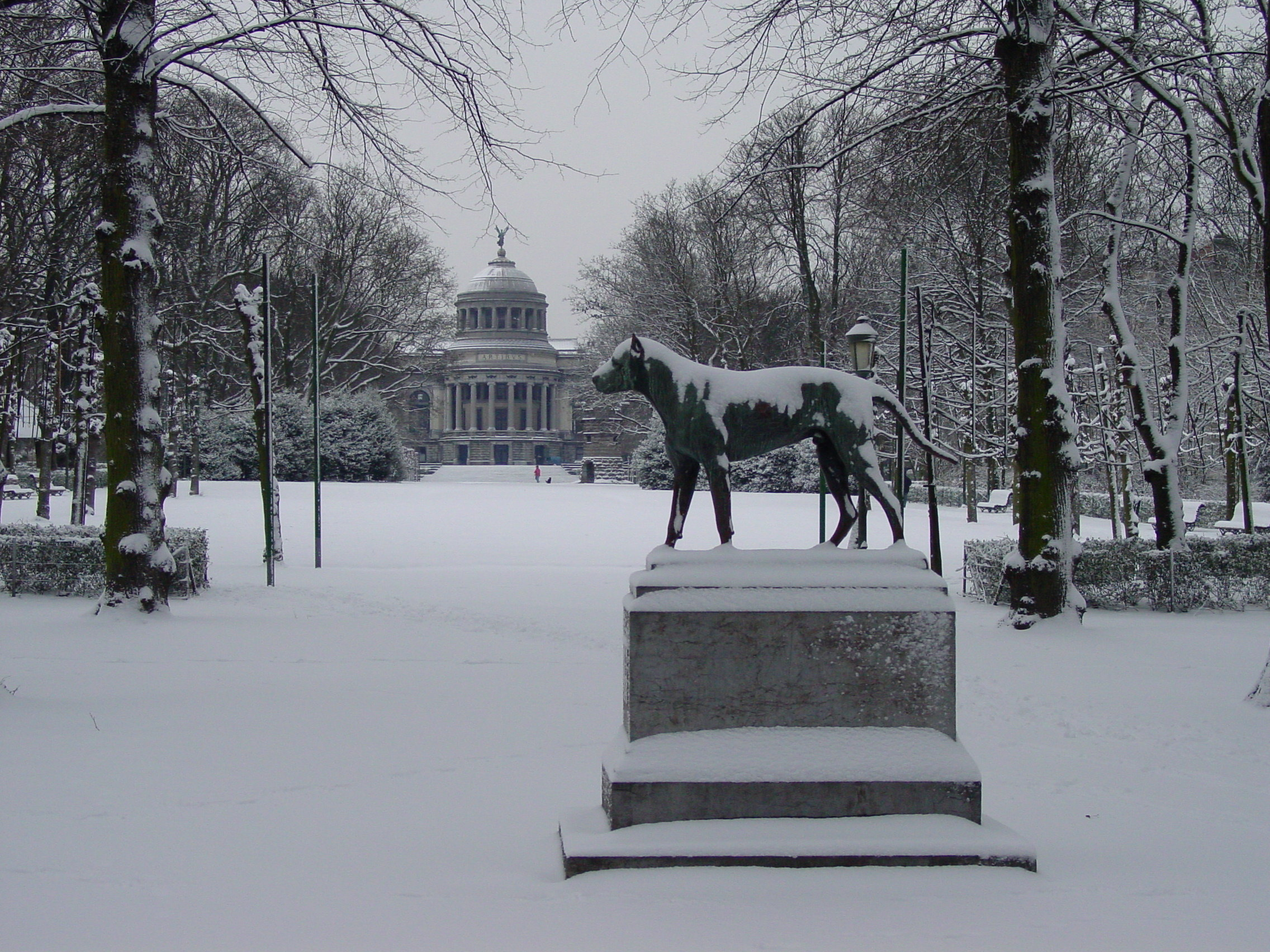
Le dogue d'Ulm, dit « Le chien vert », en hiver.

### Sculptures
- Le Faucheur – bronze 1892 – Constantin Meunier
- Les bâtisseurs de villes – bronze 1893 – Charles-Pierre Van der Stappen.
- Le dogue d'Ulm – bronze 1896 – Jean-Baptiste Van Heffen : lors du 75e anniversaire de l'Indépendance de la Belgique, une brillante exposition est organisée au Cinquantenaire et, à cette occasion, plusieurs sculptures sont exposées à l'entrée du parc de Woluwe, fraîchement inauguré. Face à une auberge, on pouvait voir un chien de bronze, rapidement patiné de vert. L'établissement s'appellera dès ce moment le « Chien vert », et fera placer sur son toit une enseigne en ferronnerie de deux mètres de haut en forme de chien assis de couleur verte. Cette pièce de métal, disparue en 1967, a retrouvé une place d'honneur au-dessus de la porte d'entrée de l'immeuble qui a remplacé l'auberge. Le chien de bronze a, quant à lui, été déplacé dans le parc du Cinquantenaire.
- Samson lançant des renards dans les champs des Philistins – pierre 1878 – Jean-Baptiste Van Heffen : pour se venger des Philistins, Samson, juge d'Israël au XIIe siècle av. J.-C., lia 300 renards l'un à l'autre par la queue, leur attacha des flambeaux et les lâcha au milieu des blés de ses ennemis pour les réduire en cendres.
- Buste de Robert Schuman – pierre 1987 – Nat Neujean

- Allégorie des quatre saisons :

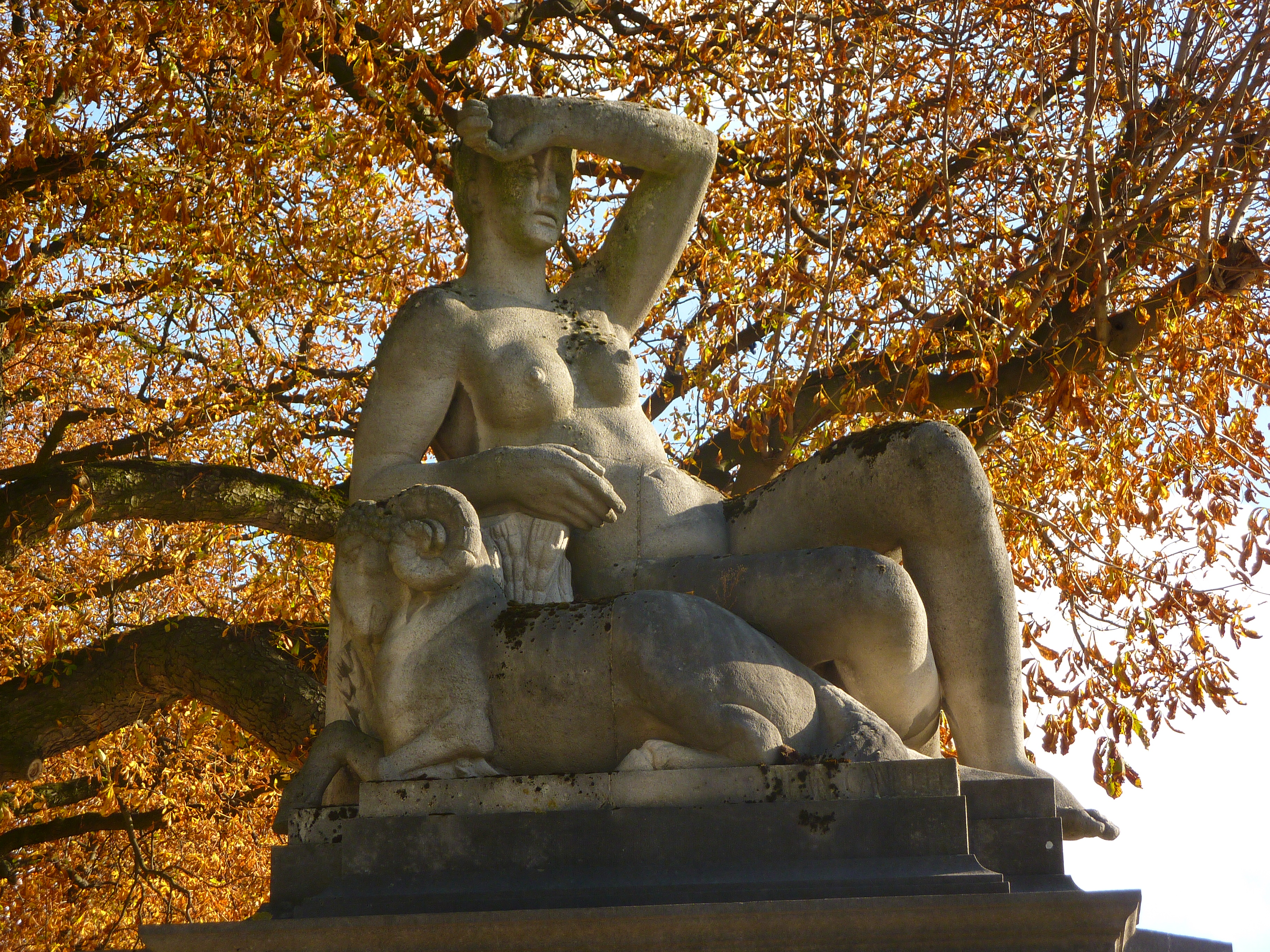
L'été.

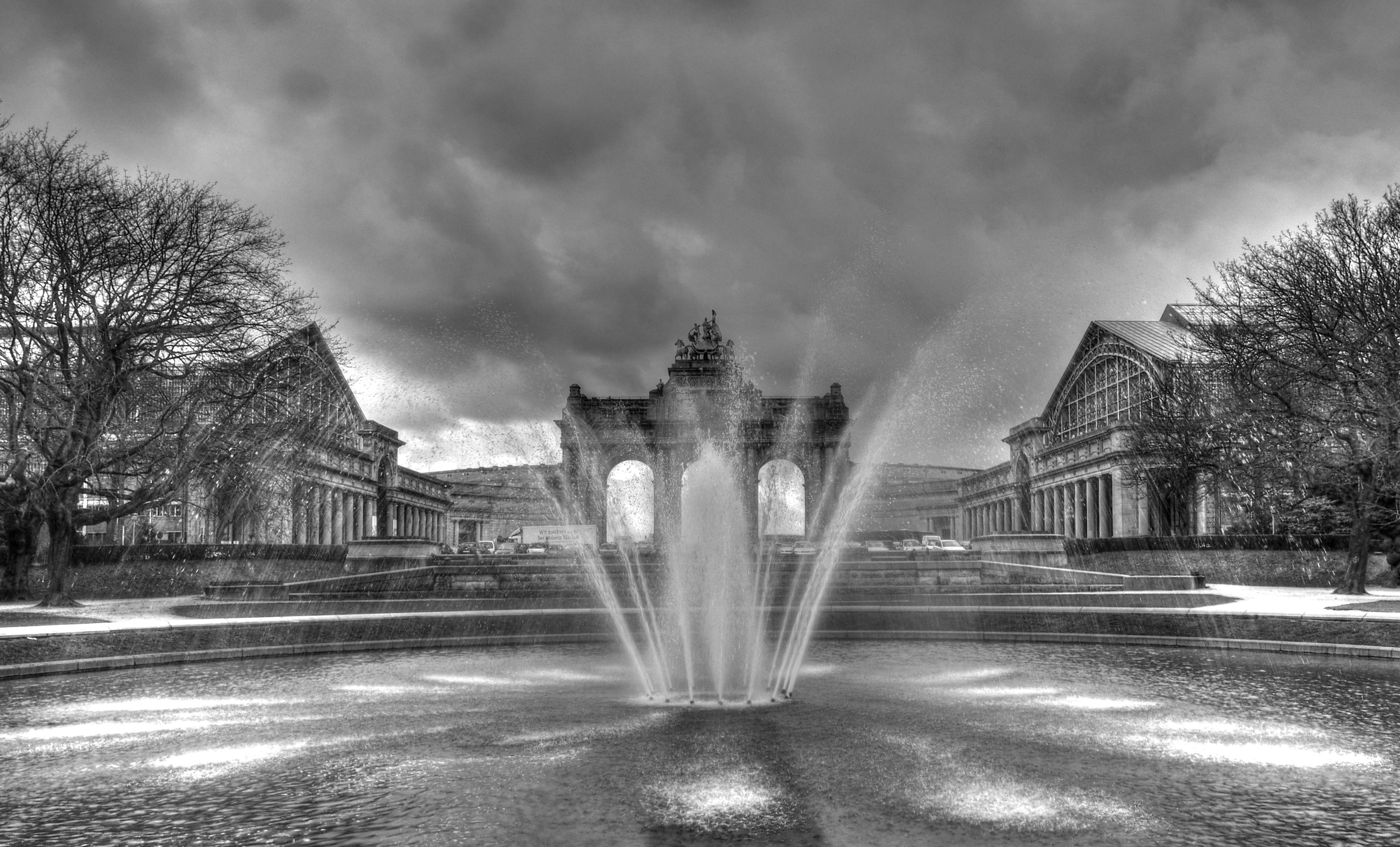
La fontaine du parc du Cinquantenaire.

  - Le printemps – pierre 1958 – Henri Puvrez
  - L'été – pierre 1943 – Jean Canneel
  - L'automne – pierre 1950 – Gustave Fontaine
  - L'hiver – pierre 1950 – Oscar Jespers

## Arbres remarquables
Ci-dessous, quelques-uns des arbres remarquables du parc répertoriés par la Commission des monuments et des sites :
| nom français              | nom latin              | cir. en cm |
| ------------------------- | ---------------------- | ---------- |
| Marronnier commun         | Aesculus hippocastanum | 460        |
| Robinier faux-acacia      | Robinia pseudoacacia   | 340        |
| Hêtre d'Europe            | Fagus sylvatica        | 305        |
| Érable sycomore           | Acer pseudoplatanus    | 270        |
| Érable argenté            | Acer saccharinum       | 250        |
| Chêne à cupules chevelues | Quercus cerris         | 211        |
| Frêne blanc d'Amérique    | Fraxinus americana     | 210        |
| Févier                    | Gleditsia triacanthos  | 210        |
| Aulne à feuilles cordées  | Alnus cordata          | 174        |

## Accès
| ___ | Ce site est desservi par les stations de métro : Merode et Schuman. |

## Anecdotes
- Ce monument d'inspiration style antique a été imité en Chine aux deux tiers de sa taille, à l'entrée d'un parc de loisirs[Lequel ?].
- Le parc du Cinquantenaire a servi de décors au vidéo-clip de Fils de joie de Stromae.
- Le site du Cinquantenaire a servi de décors au vidéo-clip "This Is the New Shit" de l'album The Golden Age of Grotesque de Marilyn Manson.
- Les arcades sont apparues dans la mini-série britannique Les Misérables en 2019.